# آ كولومبية
آ كولومبية (الاسم العلمي: Aa colombiana) هي نوع من النباتات يتبع جنس الآ من الفصيلة السحلبية.